# Berceuse (Stravinsky)
De Berceuse (W39) is een compositie voor zang en piano van Igor Stravinsky, op een Russische tekst van de componist in een vertaling van Charles Ferdinand Ramuz, gecomponeerd in 1917 en opgedragen 'à ma fillette' (=Ludmilla, Stravinky's dochter). Stravinsky noemt dit wiegelied in zijn autobiografie, samen met twee andere kleine liederen voor kinderen, Tilim Bom en Chanson de l'ours, beide uit de Trois histoires pour enfants (White-catalogus 33). Het werk komt uit een schetsboek waarin hij verschillende kleine werken voor zijn kinderen opnam. Een reden dat Stravinsky dit lied niet opnam in de Trois histoires pour enfants kan volgens White zijn dat de bas uit de Berceuse identiek is aan de ostinato uit Tilim Bom. Het werk is alleen in het interviewboek Expositions and Develoments gepubliceerd.

## Oeuvre
Zie het Oeuvre van Igor Stravinsky voor een volledig overzicht van het werk van Stravinsky.